# Ziggo Dome
Ziggo Dome je sportovní a zábavní hala v Amsterdamu. Byla otevřena pro veřejnost v roce 2012. V názvu je název nizozemské kabelové televize Ziggo.
Budova byla navržena architektonickou kanceláří Benthem Crouwel. Na stěně jsou LED obrazovky, které promítají obraz.
Budova slouží primárně pro pořádání koncertů, ale slouží i k tenisovým a korfbalovým soutěžím, olympijskému bazénu a ledové ploše.